# Syndrome de Bannwarth
Pour les articles homonymes, voir Bannwarth.
 Mise en garde médicale
La méningoradiculite lymphocytaire (aussi dite syndrome de Bannwarth), est un syndrome neurologique caractérisée par une douleur nerveuse intense irradiant de la colonne vertébrale,. C'est une neuroboréliose, l'une des formes et expressions possibles de la maladie de Lyme, causée par une infection à borrélies (Borrelia burgdorferi et/ou d'autres espèces apparentées : cette présentation de la maladie de Lyme est beaucoup plus fréquente en Europe qu'en Amérique du Nord, et elle est souvent observée dans les borrélioses induites par la bactérie Borrelia garinii. 
Pour rappel, les borrélies sont des bactéries du groupe des spirochètes, a priori essentiellement transmises par des tiques. 

## Histoire médicale
Ce syndrome a été signalé pour la première fois en 1941 par le neurologue allemand  Alfred Bannwarth (1903-1970), qui — alors qu'il exerçait à Munich — a décrit les symptômes principaux comme une douleur radiculaire intense, une paralysie faciale, de violents maux de tête et des vomissements . Bannworth avait aussi observé que tous ses patients présentaient une augmentation anormale de leur taux de lymphocytes dans le liquide céphalorachidien (LCR), ce qui montre une réaction inflammatoire dans le liquide céphalo-rachidien.
On se rendra compte ensuite que les médecins français Garin et Boujadoux avaient déjà décrit des cas similaires, près de 20 ans avant Bannwarth (en 1922), ce pourquoi ce syndrome sera aussi nommé « syndrome de Garin-Boujadoux-Bannwarth ». Cent ans plus tard il est  considéré comme une manifestation clinique du stade secondaire des variantes neurologiques de la maladie de Lyme.

## Symptômes
Les symptômes neurologiques, quand ils apparaissent se manifestent généralement 1 à 12 semaines après la morsure de la tique,.
Le syndrome de Bannwarth (ou méningoradiculite lymphocytaire) est une atteinte neurologique caractérisée par une intense douleur ressentie dans le haut de la colonne vertébrale (cervicales) et/ou dans la zone des lombaires. La douleur irradie jusqu'aux extrémités. 
En 1998, Oschmann et ses collègues ont montré qu'une localisation crânienne est également fréquente (47 % des 330 cas de neuroborrélioses d'enfants avec paralysie faciale passés en revue par Oschmann et al. en 1998 .

Toutes les paires de nerfs crâniens peuvent en être touchées, mais le cas le plus courant - chez l'enfant notamment est celui d'une atteinte (uni- ou bilatérale) du nerf facial (Jenke et al. en 2011 notent d'ailleurs que dans les régions d'endémie la neurborréliose de Lyme est l'une des sources les plus fréquentes des paralysies faciales de l’enfant). 
Les symptômes peuvent aussi inclure, :
- une paralysie faciale ;
- une paralysie abdominale ;
- une anorexie ;
- une fatigue chronique ;
- des maux de tête (43% des patients s'en plaignent ; Mygland ajoute que les forts maux de tête sans douleur radiculaire ni parésie sont rares chez l'adulte[1] ;
- une vision double ;
- une paresthésie ;
- un érythème migrant (uniquement en tout début de la maladie)
- une arthrite de Lyme
- une méningite (dans 5% des cas de neuroborélioses [5], les membranes qui enveloppent et protègent le système nerveux central (méninges) sont infectées[10] ;
- une névrite du plexus et la mononévrite multiplex ; chez 5 à 10 % des patients[1],[5] ;
- une myélite aiguë (signalée chez moins de 5 % des patients atteints de neuroborréliose ; se manifestant comme une paraparésie, des troubles sensibles, proprioceptifs et urinaires ;
- une encéphalite (très rare mais pouvant causer des maux de tête, une confusion mentale, des signes neurologiques focaux cognitifs ou des crises d'épilepsie[5] ;
- une perte de motricité périphérique (rare[10]) ;
- une atteintes encéphalitiques, cérébelleuses ou médullaires (lors de la 3e phase, dite « tardive » de la maladie)[10].

Au début du XXIe siècle, plus de 95 % des cas diagnostiqués sont une neuroborréliose de Lyme précoce (définie par des signes et symptômes survenus moins de 6 mois après la morsure de tique). En Europe, la manifestation la plus fréquente est la méningoradiculite, chez des patients présentant une douleur radiculaire et une parésie. Le patient décrit souvent la douleur comme d'un type jamais vu auparavant ; elle résiste souvent aux antiinflammatoires et analgésiques,. La parésie peut toucher les muscles innervés par les nerfs crâniens (surtout le nerf facial, moins souvent les abducens ou les nerfs oculomoteurs), la paroi abdominale ou les membres.
Le comité des maladies infectieuses et de la vaccination de l'Académie allemande de la pédiatrie et de la santé de l'adolescent précise que la raideur de la nuque est souvent très légère ou absente. Ces directives indiquent également que les maux de tête des patients présentant une neuroborréliose ont généralement un début net et sont de courte durée.

## Voir également
Modèle:Medical resources